# Chrysocraspeda elaeophragma
Chrysocraspeda elaeophragma là một loài bướm đêm trong họ Geometridae.